# سرب کربنات
کربنات سرب (به انگلیسی: Lead carbonate) با فرمول شیمیایی PbCO3 یک ترکیب شیمیایی با شناسه پاب‌کم 11727 است. که جرم مولی آن 267.21 g/mol می‌باشد. شکل ظاهری این ترکیب، پودر سفید است.